# Slawi

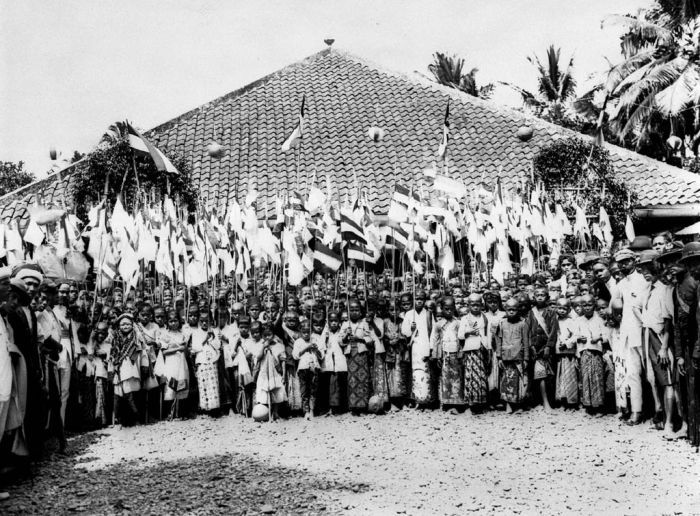
De hulde ter gelegenheid van het jubileum van de Koningin van Javaanse schoolkinderen in districtshoofdplaats Slawi. 1923

Slawi is een plaats en onderdistrict (kecamatan) in het regentschap Tegal in de Indonesische provincie Midden-Java op Java, Indonesië.
Slawi staat bekend vanwege de productie van een bepaalde smaak zwarte thee en voor de theedrinkcultuur, Moci genaamd.
|  |

## Verdere onderverdeling
Het onderdistrict Kepil is anno 2010 verdeeld in 10 desas, plaatsen en dorpen:
| Plaats code | Naam kelurahan, plaatsen en dorpen | Inwoners in 2010 |
| ----------- | ---------------------------------- | ---------------- |
| 001         | Kalisapu                           | 11.323           |
| 002         | Dukuh Ringin                       | 7.179            |
| 003         | Dukuh Salam                        | 5.436            |
| 004         | Slawi Kulon                        | 8.103            |
| 005         | Slawi Wetan                        | 8.081            |
| 006         | Kagok                              | 3.147            |
| 007         | Procot                             | 5.724            |
| 008         | Kudaile                            | 7.815            |
| 009         | Trayeman                           | 4.029            |
| 010         | Pakembaran                         | 7.908            |

## Geboren
- Slamet Gundono (19 juni 1966), wajangpoppenspeler en kunstenaar